# Міла Мангольд
Міла Мангольд (англ. Mila Mangold; 14 листопада 1907 — 2 липня 2022) — американська довгожителька, вік якої підтверджений Групою геронтологічних досліджень (GRG) та Групою LongeviQuest (LQ). Вона була найстарішою живою людиною в американському штаті Каліфорнія, після смерті 114-річної Люсі Мірігіан 12 лютого 2021 року. На момент своєї смерті вона була 83 найстарішою людиною у світовій історії. Її вік становив 114 років, 230 днів.

## Біографія
Міла Мангольд народилася в окрузі Салін, штат Небраска, США, 14 листопада 1907 року в сім'ї Альберта та Барбари Вокоун Плесіті.
Мангольд працювала секретарем у відділі охорони здоров'я у Лос-Анджелесі, де мешкала під час Великої депресії.
Вона зустріла свого майбутнього чоловіка Уолтера Мангольда в Південній Каліфорнії. Він працював у сфері громадської охорони здоров'я.
У 1940-х вона з чоловіком переїхала до Берклі, штат Каліфорнія, де Уолтер став професором Каліфорнійського університету в Берклі. Він допоміг заснувати сферу гігієни навколишнього середовища. У них був один син разом, Дональд.
Мангольд продовжувала керувати автомобілем до 95 років. До свого віку вона збирала апельсини зі свого дерева, щоб робити мармелад для своїх сусідів.
Її вік було підтверджено GRG 4 червня 2021 року.
У сім'ї Мангольд була історія довголіття. Її бабуся дожила до 95 років, а її сестра Мей Прокоп померла у віці 100 років.
Мангольд жила в будинку для людей похилого віку в Ель-Серріто, Каліфорнія, США. В той час вона була другою за віком підтвердженою людиною в Сполучених Штатах (після Бессі Гендрікс).
Міла Мангольд померла 2 липня 2022, у віці 114 років 230 днів. На момент смерті вона була 83 найстарішою людиною у світовій історії.

## Рекорди довгожителя
- 23 травня 2022 року Міла Мангольд увійшла до 100 найстаріших підтверджених людей в історії.